# Sterphoter
Sterphoter is een geslacht van rechtvleugeligen uit de familie sabelsprinkhanen (Tettigoniidae). De wetenschappelijke naam van dit geslacht is voor het eerst geldig gepubliceerd in 1946 door Rehn.

## Soorten
Het geslacht Sterphoter  is monotypisch en omvat slechts de volgende soort:
- Sterphoter limatus (Rehn, 1946)